# Кубок Федерации футбола СССР 1989
Кубок Федерации футбола СССР 1989 — четвёртый розыгрыш Кубка Федерации футбола СССР. Обладателем кубка второй раз стал днепропетровский «Днепр».

## Матчи

### Групповой турнир

#### Группа «A»
| 26 февраля 1989 1 тур | «Зенит»                          | 1:2      | «Днепр»                                    | Сочи                                                  |
| | 1:1 Аркадий Афанасьев 10′ (пен.) | Протокол | 0:1 Владимир Багмут 3′ · 1:2 Антон Шох 34′ | Стадион: Центральный Зрителей: 2 000 Судья: В.Бутенко |
| «Зенит»: М.Бирюков, В.Иванов, А.Степанов, В.Панчик, А.Афанасьев, Н.Ларионов, Д.Баранник (В.Артамонов, 75), Д.Радченко (Б.Матвеев, 75), В.Чухлов, К.Иванов, В.Попелнуха. «Днепр»: С.Краковский, В.Геращенко, А.Сидельников, С.Пучков, А.Червоный (В.Рафальчук, 60), Н.Кудрицкий, В.Багмут, Э.Сон (Е.Яровенко, 46), А.Шох, В.Лютый, И.Шквырин (В.Москвин, 77). |                                  |          |                                            |                                                       |

| 26 февраля 1989 1 тур | «Арарат» | 3:0 (+:−) | «Ротор» | Октемберян                           |
|                       |          | Протокол  |         | Стадион: Юбилейный Судья: Г.Оганесян |

| 4 марта 1989 2 тур | «Ротор»                                                         | 2:1      | «Зенит»                  | Сочи                                                     |
| | 1:1 Александр Никитин 46′ · 2:1 Александр Хомутецкий 78′ (пен.) | Протокол | 0:1 Дмитрий Радченко 37′ | Стадион: Центральный Зрителей: 1 000 Судья: Г.Сепиашвили |
| «Ротор»: С.Приходько, Б.Кузнецов, С.Кузнецов, С.Стогов, А.Большаков, А.Хомутецкий, В.Филимонов (С.Борисов, 70), О.Крушин, И.Суровикин, А.Никитин, С.Сергеев. · «Зенит»: Ю.Окрошидзе, В.Иванов, А.Степанов, В.Панчик, А.Афанасьев, Н.Ларионов, Д.Баранник, Д.Радченко (Ф.Жангиров, 70), Б.Чухлов, К.Иванов (Б.Матвеев, 70), В.Попелнуха. · В.Иванов, В.Попелнуха. |                                                                 |          |                          |                                                          |

| 5 марта 1989 2 тур | «Днепр»                                   | 2:0      | «Арарат» | Сочи                                              |
| | 1:0 Евгений Шахов 4′ · 2:0 Эдуард Сон 67′ | Протокол |          | Стадион: Центральный Зрителей: 500 Судья: А.Горин |
| «Днепр»: В.Городов, В.Геращенко, И.Вишневский, А.Сидельников (А.Сорокалет, 57), Е.Яровенко, Н.Кудрицкий, В.Багмут, А.Чередник (Э.Сон, 46), А.Червоный, В.Лютый, Е.Шахов (В.Москвин, 85). · «Арарат»: А.Подшивалов, Е.Сукиасян, В.Хачатрян, В.Агасян, С.Оганесян (О.Погосян, 52), Г.Енгибарян, Э.Осипян (К.Маркосян, 60), Б.Меликян (А.Хашманян, 50), Р.Кочарян, П.Галустян, Э.Веранян. · А.Чередник. |                                           |          |          |                                                   |

| 21 марта 1989 3 тур | «Зенит»                                                                 | 3:1      | «Арарат»              | Ленинград                                          |
| | 1:0 Борис Чухлов 34′ · 2:0 Борис Чухлов 36′ · 3:0 Валерий Попелнуха 43′ | Протокол | 3:1 Тигран Гспеян 82′ | Стадион: ЛОС Зенит Зрителей: 800 Судья: А.Румянцев |
| «Зенит»: М.Бирюков, В.Иванов, А.Степанов (Н.Воробьёв, 55), В.Панчик, А.Афанасьев, Н.Ларионов, Д.Баранник, А.Захариков (Ф.Жангиров, 46), Б.Чухлов (Б.Матвеев, 46), Д.Радченко, В.Попелнуха. · «Арарат»: А.Подшивалов, М.Тоноян, К.Галстян, А.Тоноян (Т.Гспеян, 38), Е.Татевосян, А.Демирчян, А.Бабаларян (С.Чахалян, 52), А.Карапетян, А.Овсепян, А.Акопян (Э.Месропян, 70), В.Аветисян. · Д.Баранник. · А.Карапетян. |                                                                         |          |                       |                                                    |

| 22 марта 1989 3 тур | «Днепр»                                            | 2:1      | «Ротор»                          | Днепропетровск                                  |
| | 1:0 Владимир Геращенко 70′ · 2:1 Игорь Шквырин 83′ | Протокол | 1:1 Сергей Худорожков 79′ (пен.) | Стадион: Метеор Зрителей: 2 000 Судья: Е.Канана |
| «Днепр»: Городов, Геращенко, Вишневский, Сидельников (Шквырин 46), Червоный, Пучков, Багмут (Художилов 67), Сон, Шох (Кривченко 75), Москвин, Шахов. · «Ротор»: Приходько, Осколков, Рыков, Крушин, Лозовский, Наследов (Боженко 59), Филимонов, Худорожков, Коротин, Полстянов, Чупин. · Приходько. |                                                    |          |                                  |                                                 |

| 23 апреля 1989 4 тур | «Днепр»               | 1:0      | «Зенит» | Днепродзержинск                               |
| | 1:0 Игорь Шквырин 34′ | Протокол |         | Стадион: Победа Зрителей: 4 500 Судья: Е.Есин |
| «Днепр»: Краковский, Буц, Пучков, Тищенко, Червоный, Юдин, Багмут (Художилов, 46), Сон, Шох (Вишневский, 46), Шквырин (Шахов, 77), Кабаев. «Зенит»: Окрошидзе (Кузнецов, 46), Почепцов, Кондрашов, Тимофеев, Чашка, Уханов, Захариков, Артамонов, Жангиров (Тихомиров, 60), Данилов, Баушев. |                       |          |         |                                               |

| 23 апреля 1989 4 тур | «Ротор» | 5:0      | «Арарат» | Волгоград                                             |
| | 1:0 Сергей Сергеев 2′ · 2:0 Александр Никитин 24′ · 3:0 Александр Хомутецкий 34′ (пен.) · 4:0 Валерий Чупин 56′ · 5:0 Александр Никитин 86′ | Протокол |          | Стадион: Центральный Зрителей: 12 000 Судья: В.Ярыгин |
| «Ротор»: Клейменов, Осколков, Федоровский, Стогов, Калитвинцев, Хомутецкий, Б.Кузнецов, Крушин (Большаков, 80), Суровикин (Чупин, 10), Никитин, Сергеев (Полстянов, 46). · «Арарат»: Антонян, Татевосян, Галстян, Карамян, Айвазян (Чахалян, 46), Месропян, Аветисян (Сафарян, 46), Бабаларян, Демирчян, Хашманян (Ягмурян, 46), Овсепян. · Суровикин. | |          |          |                                                       |

| 7 мая 1989 5 тур | «Арарат»                                        | 2:1      | «Зенит»               | Ереван                                          |
| | 1:1 Артур Демирчян 26′ · 2:1 Артур Демирчян 44′ | Протокол | 0:1 Игорь Данилов 10′ | Стадион: Раздан Зрителей: 1 500 Судья: П.Балиян |
| «Арарат»: Подшивалов, Месропян, Погосян, Хачатрян, Камалян, Демирчян, Осипян (Оганесян, 68), Хашманян, Веранян, Агасян (Енгибарян, 62), Карапетян (Овсепян, 20). · «Зенит»: Кузнецов, Почепцов, Тихомиров, Тимофеев, Чашка, Захариков, Веденеев, Никитин (Баушев, 30), Жангиров, Данилов, Матвеев. · Баушев. |                                                 |          |                       |                                                 |

| 7 мая 1989 5 тур | «Ротор»                  | 1:0      | «Днепр» | Волгоград                                            |
| | 1:0 Сергей Полстянов 63′ | Протокол |         | Стадион: Центральный Зрителей: 5 000 Судья: В.Ярыгин |
| «Ротор»: Клейменов, Осколков, С.Кузнецов, Большаков, Калитвинцев, Сизов (Коротин, 80), Худорожков (Рыков, 46), Полстянов, Чупин, Никитин, Сергеев. «Днепр»: Павлов, Соловьев, Вишневский, Буц, Сорокалет, Филимонов (Козарь, 75), Художилов, Мелешко, Полунин, Дмитриев, Похлебаев. |                          |          |         |                                                      |

| 29 мая 1989 6 тур | «Арарат»                | 1:0      | «Днепр» | Ереван                                            |
| | 1:0 Аршак Карапетян 65′ | Протокол |         | Стадион: Раздан Зрителей: 1 000 Судья: Г.Оганесян |
| «Арарат»: Подшивалов, Айвазян (Месропян, 70), В.Хачатрян, А.Хачатрян, Оганесян, Енгибарян, Осипян, Меликян (Карапетян, 55), Маркосян (Камалян, 83), Агасян, Демирчян. · «Днепр»: Городов, Буц, Геращенко, Пучков, Козарь, Червоный, Кабаев, Яровенко, Шох, Лютый, Шквырин. · Геращенко. |                         |          |         |                                                   |

| 29 мая 1989 6 тур | «Зенит» | 0:0      | «Ротор» | Выборг                                              |
| |         | Протокол |         | Стадион: Авангард Зрителей: 3 600 Судья: А.Румянцев |
| «Зенит»: Бирюков (Окрошидзе, 17), Почепцов, Степанов, Тимофеев, Чашка, Захариков, Баранник (Уханов, 46), Воробьев, Чухлов, Данилов (Матвеев, 55), Попелнуха. «Ротор»: Приходько, Уршанов, С.Кузнецов, Лозовский, Иванов, Наследов, Сизов, Худорожков (Боженко, 88), Коротин (Торгашин, 85), Тройнин, Монасипов. |         |          |         |                                                     |

##### Турнирная таблица. Группа «A»
| М | Клуб                     | И | В | Н | П | МЗ | МП | ±М | О |
| - | ------------------------ | - | - | - | - | -- | -- | -- | - |
| 1 | «Днепр» (Днепропетровск) | 6 | 4 | 0 | 2 | 7  | 4  | +3 | 8 |
| 2 | «Ротор» (Волгоград)      | 6 | 3 | 1 | 2 | 9  | 6  | +3 | 7 |
| 3 | «Арарат» (Ереван)        | 6 | 3 | 0 | 3 | 7  | 11 | −4 | 6 |
| 4 | «Зенит» (Ленинград)      | 6 | 1 | 1 | 4 | 6  | 8  | −2 | 3 |

Примечание: первые две команды из группы выходили в 1/4 финала.

#### Группа «B»
| 26 февраля 1989 1 тур | «Динамо» (Москва)                                                               | 3:1      | «Локомотив»              | Москва                                               |
| | 1:1 Александр Бородюк 47′ · 2:1 Игорь Колыванов 60′ · 3:1 Александр Бородюк 77′ | Протокол | 0:1 Александр Житков 24′ | Стадион: ЛФК ЦСКА Зрителей: 2 500 Судья: А.Картавцев |
| «Динамо» (Москва): Харин (Уваров, 46), Лосев, Чернышов, Кобелев (Смертин, 64), Долгополов, Поздняков, Буланов, Каратаев, Еременко (Дмитриев, 74), Колыванов, Бородюк. «Локомотив»: Биджиев, Головня, Горлукович, Соловцов, Калайчев, Горьков, Атаулин, Галлакберов, Митин (Иванов, 62), Русяев, Житков (Илялетдинов, 57). |                                                                                 |          |                          |                                                      |

| 26 февраля 1989 1 тур | «Спартак»               | 1:2      | «Торпедо»                                                   | Москва                                             |
| | 1:0 Андрей Берлизев 18′ | Протокол | 1:1 Владимир Гречнев 20′ (пен.) · 1:2 Александр Гицелов 55′ | Стадион: ФМ Спартак Зрителей: 500 Судья: А.Шаргаев |
| «Спартак»: Еремин, О. Шарапов, Капустин, Сморгачев, Хлестов, В. Шарапов, Шикунов, Шестаков (Никишов, 75), Бутюгин, Дробежкин, Берлизев. · «Торпедо»: Сарычев, Полукаров, Макеев, Афанасьев, Роговской, Гречнев, Ю.Савичев (Тишков, 69), Гицелов, Рудаков (Гришин, 46), Ширинбеков, Чугунов. · Макеев. |                         |          |                                                             |                                                    |

| 4 марта 1989 2 тур | «Локомотив» | 0:2      | «Торпедо»                                          | Хоста                                                |
| |             | Протокол | 0:1 Николай Писарев 26′ · 0:2 Владимир Гречнев 62′ | Стадион: Локомотив Зрителей: 1 200 Судья: С.Хусаинов |
| «Локомотив»: Биджиев, Головня, Горлукович, Милешкин, Суров, Горьков, Митин, Галлакберов, Илялетдинов, Русяев, Панченко (Житков, 57). «Торпедо»: Сарычев, Соловьев, Ковач, Жуков (Гришин, 55), Роговской, Гречнев (Чугунов, 65), Ю.Савичев, Писарев (Гицелов, 66), Н.Савичев, Ширинбеков, Агашков. |             |          |                                                    |                                                      |

| 5 марта 1989 2 тур | «Динамо» (Москва) | 0:1      | «Спартак»               | Москва                                            |
| |                   | Протокол | 0:1 Николай Бутюгин 79′ | Стадион: ЛФК ЦСКА Зрителей: 1 500 Судья: С.Анохин |
| «Динамо» (Москва): Харин, Красавин, Сабитов, Веревкин (Березнер, 70), Ощепков, Кирьяков (Щетников, 46), Нейман, Деркач, Смертин, Добровольский (Долбоносов, 78), Дмитриев. «Спартак»: Еремин, О. Шарапов (Хлестов, 67), Базулев, Сморгачев, Капустин, В.Новиков, Шикунов, В. Шарапов, Бутюгин, Дробежкин (Косолапов, 46), Берлизев. |                   |          |                         |                                                   |

| 21 марта 1989 3 тур | «Спартак»                                       | 2:1      | «Локомотив»              | Москва                                               |
| | 1:0 Валерий Шикунов 6′ · 2:0 Игорь Поваляев 13′ | Протокол | 2:1 Александр Житков 28′ | Стадион: ФМ Спартак Зрителей: 1 000 Судья: А.Маляров |
| «Спартак»: Черчесов, Бокий, Суслопаров (Хлестов, 46), Поваляев, Капустин, В. Шарапов, Шикунов, Иванов, С.Новиков (Бутюгин, 46), Дробежкин, Берлизев (Косолапов, 63). «Локомотив»: Биджиев, Головня, Митин, Бодак, Калайчев (Гремяцкий, 46), Горьков (Проничев, 46), Атаулин, Илялетдинов, Суров, Русяев, Житков (Панченко, 67). |                                                 |          |                          |                                                      |

| 22 марта 1989 3 тур | «Торпедо»                      | 1:2      | «Динамо» (Москва)                                   | Москва                                             |
| | 1:1 Геннадий Гришин 54′ (пен.) | Протокол | 0:1 Игорь Добровольский 49′ · 1:2 Сергей Деркач 67′ | Стадион: ЛФК ЦСКА Зрителей: 800 Судья: Ю.Вергопуло |
| «Торпедо»: Гуленков, Ульянов (Строганов, 70), Филимонов, Макеев, Тарасов (Зоря, 80), Афанасьев, Арефьев (П.Кобзев, 60), Чельцов, Гицелов, Гришин, Кузьмичев. · «Динамо» (Москва): Уваров, Лосев, Чернышов, Еременко (Нейман, 57), Силкин, Поздняков, Сабитов (Долгополов, 46), Деркач, Каратаев, Добровольский (Щетников, 75), Дмитриев. · Нереализованный пенальти: Геннадий Гришин (90', вратарь). |                                |          |                                                     |                                                    |

| 23 апреля 1989 4 тур | «Торпедо»                                                               | 3:0      | «Спартак» | Москва                                              |
| | 1:0 Юрий Тишков 21′ · 2:0 Юрий Тишков 25′ · 3:0 Олег Тарасов 60′ (пен.) | Протокол |           | Стадион: Торпедо Зрителей: 2 500 Судья: Ю.Вергопуло |
| «Торпедо»: Сарычев, Ульянов, Соловьев (Кобзев, 55), Филимонов, Тарасов, Афанасьев, Чугайнов, Чельцов, Рудаков (Стародубцев, 65), Жуков (Строганов, 64), Тишков. · «Спартак»: Прудников (Стауче, 75), Муравьев, Косолапов, Сморгачев, Хлестов, В. Шарапов, Шикунов, Иванов, Бутюгин, Артемов, Дробежкин. · Чугайнов. |                                                                         |          |           |                                                     |

| 24 апреля 1989 4 тур | «Локомотив»                                            | 2:3      | «Динамо» (Москва)                                                                      | Москва                                                 |
| | 1:0 Виктор Панченко 57′ · 2:1 Михаил Русяев 69′ (пен.) | Протокол | 1:1 Сергей Нейман 61′ (пен.) · 2:2 Сергей Нейман 72′ (пен.) · 2:3 Алексей Ерёменко 76′ | Стадион: Локомотив Зрителей: 1 000 Судья: В.Овчинников |
| «Локомотив»: Михалычев (Биджиев, 46), Милешкин, Гремяцкий, Бодак, Нестеров (Атаулин, 46), Горьков, Илялетдинов, Иляскин (Житков, 70), Суров, Русяев, Панченко. · «Динамо» (Москва): Уваров, Костин, Скляров (Щетников, 46), Мох, Силкин, Долгополов, АСмирнов (Долбоносов, 46), Еременко, Кужлев (Рыбаков, 46), Нейман, Кирьяков. · Нереализованный пенальти: Михаил Русяев (22', штанга). |                                                        |          |                                                                                        |                                                        |

| 7 мая 1989 5 тур | «Торпедо»                                                                                               | 4:1      | «Локомотив»             | Москва                                               |
| | 1:0 Александр Кузьмичёв 29′ · 2:0 Андрей Рудаков 35′ · 3:0 Андрей Рудаков 40′ · 4:0 Дмитрий Ульянов 53′ | Протокол | 4:1 Виктор Панченко 77′ | Стадион: Торпедо Зрителей: 1 300 Судья: В.Овчинников |
| «Торпедо»: Сарычев, Кузьмичев, Ковач, Макеев, Филимонов, Афанасьев, Ульянов, Чельцов, Гречнев, Рудаков, Тишков (Тарасов, 46). «Локомотив»: Михалычев (Юркус, 46), Головня, Проничев (Панченко, 46), Гремяцкий, Калайчев, Горьков (Иляскин, 46), Атаулин, Галлакберов, Суров, Русяев, Кузнецов. | |          |                         |                                                      |

| 8 мая 1989 5 тур | «Спартак»                                        | 2:2      | «Динамо» (Москва)                                      | Москва                                                                 |
| | 1:0 Фёдор Черенков 12′ · 2:1 Андрей Берлизев 59′ | Протокол | 1:1 Алексей Ерёменко 42′ · 2:2 Владимир Долбоносов 65′ | Стадион: Центральный им. В.И.Ленина Зрителей: 9 500 Судья: Ю.Хлопотнов |
| «Спартак»: Черчесов (Стауче, 46), Хлестов, Суслопаров, Муравьев, А.Иванов, В.Новиков (В. Шарапов, 80), Шикунов, Пасулько (Артемов, 46), С.Новиков, Черенков, Берлизев. «Динамо» (Москва): Уваров, Чернышов, Скляров, Мох, Силкин, Долгополов, Буланов, Костин (Долбоносов, 65), Каратаев, Еременко, Кужлев. |                                                  |          |                                                        |                                                                        |

| 29 мая 1989 6 тур | «Локомотив»             | 1:2      | «Спартак»                                           | Москва                                              |
| | 1:0 Виктор Кузнецов 16′ | Протокол | 1:1 Геннадий Морозов 21′ · 1:2 Геннадий Морозов 88′ | Стадион: Локомотив Зрителей: 1 000 Судья: А.Маляров |
| «Локомотив»: Михалычев, Митин, Арифуллин, Бодак, Нестеров, Горьков, В.Кузнецов, Галлакберов, Суров, Иляскин (Илялетдинов, 75), Панченко (Проничев, 60). · «Спартак»: Черчесов, Базулев, Б.Кузнецов, Морозов, Шалимов, Бокий, Е.Кузнецов, Капустин (Пасулько, 46), Шмаров, Черенков (Шикунов, 78), С.Новиков (Черников, 63). · В.Кузнецов — Базулев. |                         |          |                                                     |                                                     |

| 30 мая 1989 6 тур | «Динамо» (Москва)                                                                                                  | 4:1      | «Торпедо»               | Москва                                               |
| | 1:1 Андрей Кобелев 45′ (пен.) · 2:1 Сергей Кирьяков 59′ · 3:1 Андрей Кобелев 61′ (пен.) · 4:1 Василий Каратаев 76′ | Протокол | 0:1 Николай Писарев 42′ | Стадион: Динамо Зрителей: 2 000 Судья: А.Будугосский |
| «Динамо» (Москва): Сметанин, Лосев, Скляров (Новгородов, 46), Мох, Чернышов, Кобелев, Смертин (Щетников, 60), Сабитов, Каратаев, Еременко (Рыбаков, 56), Кирьяков. «Торпедо»: Пчельников, Чугунов, Афанасьев, Филимонов, Тарасов (Д.Кузнецов, 60), Н.Савичев, Чугайнов, Чельцов, Писарев, Гречнев, Тишков (Кузьмичев, 73). | |          |                         |                                                      |

##### Турнирная таблица. Группа «B»
| М | Клуб                 | И | В | Н | П | МЗ | МП | ±М  | О |
| - | -------------------- | - | - | - | - | -- | -- | --- | - |
| 1 | «Динамо» (Москва)    | 6 | 4 | 1 | 1 | 14 | 8  | +6  | 9 |
| 2 | «Торпедо» (Москва)   | 6 | 4 | 0 | 2 | 13 | 8  | +5  | 8 |
| 3 | «Спартак» (Москва)   | 6 | 3 | 1 | 2 | 8  | 9  | −1  | 7 |
| 4 | «Локомотив» (Москва) | 6 | 0 | 0 | 6 | 6  | 16 | −10 | 0 |

Примечание: первые две команды из группы выходили в 1/4 финала.

#### Группа «C»
| 26 февраля 1989 1 тур | «Черноморец» | 0:2      | «Шахтёр»                                            | Адлер                                       |
| |              | Протокол | 0:1 Игорь Петров 26′ (пен.) · 0:2 Сергей Ященко 29′ | Стадион: Труд Зрителей: 500 Судья: В.Чехоев |
| «Черноморец»: Жекю, С.Кузнецов, Спицын, Телесненко, Процюк, Смотрич, Никифоров, Щербаков, Имреков, Кондратьев, Перепаденко. «Шахтёр»: Михайлов, Драгунов, Сопко, Гошкодеря, Евсеев, Леонов, Ященко, Свистун (Кобозев, 31), Петров (Гуляев, 71), Смолянинов, Грачев. |              |          |                                                     |                                             |

| 26 февраля 1989 1 тур | «Металлист» | 0:0      | «Динамо» (Киев) | Харьков                                                      |
| |             | Протокол |                 | Стадион: канатного завода Зрителей: 7 000 Судья: Ю.Сергиенко |
| «Металлист»: Кутепов, Деркач, Романчук, Панчишин, Яловский, Колоколов (Хомин, 62), Баранов (Ланцфер, 69), Сусло, Назаренко, Меньшиков, Есипов (Иванов, 57). «Динамо» (Киев): Жидков, Бессонов, Стельмах, Корниец, Высокос (Никитин, 15), Лужный, Канчельскис, Яковенко (Сурель, 46), В.Мороз, Погодин, Лобас. |             |          |                 |                                                              |

| 4 марта 1989 2 тур | «Динамо» (Киев) | 0:0      | «Черноморец» | Сочи                                                  |
| |                 | Протокол |              | Стадион: Центральный Зрителей: 3 000 Судья: Т.Безубяк |
| «Динамо» (Киев): Чанов (Жидков, 46), Бессонов, Лужный, О.Кузнецов, Демьяненко, Рац, Михайличенко, Литовченко, Яремчук, Протасов, Стельмах (Горилый, 46). «Черноморец»: Гришко, Кузнецов, Спицын, Ищак, Смотрич, Никифоров (Гусев, 46), Процюк, Щербаков, Имреков, Кондратьев, Перепаденко. |                 |          |              |                                                       |

| 5 марта 1989 2 тур | «Металлист»              | 1:2      | «Шахтёр»                                         | Сочи                                                   |
| | 1:0 Сергей Ралюченко 25′ | Протокол | 1:1 Сергей Свистун 40′ · 1:2 Сергей Подпалый 82′ | Стадион: Центральный Зрителей: 1 000 Судья: В.Филиппов |
| «Металлист»: Кутепов, Колоколов, Романчук, Сусло, Панчишин, Яловский, Аджоев, Ралюченко, Якубовский (Назаренко, 46), Баранов (Тарасов, 46), Есипов (Меньшиков, 58). «Шахтёр»: Михайлов, Драгунов, Сопко, Подпалый, Евсеев, Леонов, Ященко, Свистун (Щербаков, 60), Петров (Кобозев, 50; Гуляев, 85), Смолянинов, Грачев. |                          |          |                                                  |                                                        |

| 21 марта 1989 3 тур | «Динамо» (Киев)         | 1:1      | «Шахтёр»            | Киев                                           |
| | 1:1 Михаил Стельмах 90′ | Протокол | 0:1 Юрий Гуляев 25′ | Стадион: Динамо Зрителей: 1 000 Судья: А.Попов |
| «Динамо» (Киев): Жидков, Бессонов (Белкин, 53), Баль, Горилый, Тернавский, Стельмах, Высокос (Остроушко, 78), Саркисян, В.Мороз, Никитин, Лобас. «Шахтёр»: Шутков, Ветров, Бедный, Сердюк, С.Мазур, В.Мазур, Гуляев, Красников, Жигулин, Ателькин, Мартюк. |                         |          |                     |                                                |

| 22 марта 1989 3 тур | «Черноморец»                                                                                      | 4:0      | «Металлист» | Одесса                                                  |
| | 1:0 Юрий Секинаев 34′ · 2:0 Сергей Гусев 36′ · 3:0 Юрий Секинаев 71′ · 4:0 Георгий Кондратьев 74′ | Протокол |             | Стадион: Центральный Зрителей: 1 300 Судья: А. Дегтярев |
| «Черноморец»: Жекю, Кузнецов, Гущин (Наконечный, 70), Ищак, Процюк, Третьяк, Еремин (Зирченко, 75), Секинаев, Имреков, Гусев, Перепаденко (Кондратьев, 46). «Металлист»: Симакович, Королев, Ланцфер, Касторный, Панков, Деревинский, Черненок, Призетко, Назаренко, Квасов (Павловский, 65), Бондарь (Есипов, 77). |                                                                                                   |          |             |                                                         |

| 23 апреля 1989 4 тур | «Черноморец» | 3:0 (+:−) | «Динамо» (Киев) | Белгород-Днестровский                                 |
|                      |              | Протокол  |                 | Стадион: Центральный Зрителей: 2 000 Судья: А.Кафаджи |

| 23 апреля 1989 4 тур | «Шахтёр» | 6:0      | «Металлист» | Краматорск                                      |
| | 1:0 Сергей Подпалый 3′ · 2:0 Сергей Свистун 7′ · 3:0 Сергей Ященко 9′ · 4:0 Сергей Свистун 17′ · 5:0 Игорь Леонов 22′ · 6:0 Алексей Кобозев 47′ | Протокол |             | Стадион: Прапор Зрителей: 3 000 Судья: В.Пьяных |
| «Шахтёр»: Шиповский, Драгунов (В.Мазур, 76), Свистун, Сердюк, Евсеев, Леонов, Ященко, Кобозев, Петров (Сопко, 20), Подпалый, Грачев (Гошкодеря, 38). · «Металлист»: Хотян, Науменко, Королев, Скиш (Корощенко, 47), Ланцфер, Квасов, Назаренко, Чуприн, Назаров, Деркач (Суббота, 50), Призетко. · Леонов — Ланцфер. · Нереализованный пенальти: Евгений Драгунов (72'). | |          |             |                                                 |

| 7 мая 1989 5 тур | «Динамо» (Киев) | 0:1      | «Металлист»              | Киев                                             |
| |                 | Протокол | 0:1 Александр Иванов 21′ | Стадион: Динамо Зрителей: 1 000 Судья: А.Балакин |
| «Динамо» (Киев): Жидков, Таран, Саркисян, Корниец, Тернавский, Стельмах, Горилый, Яковенко (Ниченко, 68), В.Мороз, Погодин, Онопко (Игнатьев, 46). «Металлист»: Кутепов, Колоколов, Ланцфер, Яловский, Деркач, Иванов, Баранов, Деревинский, Якубовский (Кандауров, 57), Есипов (Ралюченко, 46), Меньшиков (Квасов, 46). |                 |          |                          |                                                  |

| 7 мая 1989 5 тур | «Шахтёр»            | 1:0      | «Черноморец» | Комсомольское                                         |
| | 1:0 Юрий Гуляев 88′ | Протокол |              | Стадион: Металлург Зрителей: 4 500 Судья: В.Звягинцев |
| «Шахтёр»: Шиповский, Драгунов, Ролевич (Сопко, 46), Гошкодеря (С.Щербаков, 57), Евсеев, Леонов, Ященко, Кобозев (Гуляев, 28), Петров, Свистун, Грачев. «Черноморец»: Жекю, Наконечный, Спицын (Третьяк, 46), Ищак, Шелепницкий, Смотрич, Никифоров, А.Щербаков, Имреков (Еремин, 46), Секинаев, Перепаденко (Гущин, 70). |                     |          |              |                                                       |

| 29 мая 1989 6 тур | «Металлист» | 0:1      | «Черноморец»               | Харьков                                             |
| |             | Протокол | 0:1 Александр Щербаков 32′ | Стадион: Металлист Зрителей: 4 500 Судья: Л.Бавыкин |
| «Металлист»: Кутепов, Колоколов, Деркач, Яловский, Панчишин, Иванов (Аджоев, 46), Деревинский, Сусло (Меньшиков, 46), Есипов (Квасов, 46), Тарасов, Ралюченко. «Черноморец»: Гришко, Наконечный, Еремин, Ищак, Процюк, Смотрич, Никифоров, Щербаков (Гущин, 88), Имреков (Шелепницкий, 46), Кондратьев, Перепаденко (Спицын, 46). |             |          |                            |                                                     |

| 29 мая 1989 6 тур | «Шахтёр»                | 1:0      | «Динамо» (Киев) | Донецк                                          |
| | 1:0 Алексей Кобозев 28′ | Протокол |                 | Стадион: Шахтёр Зрителей: 9 000 Судья: Е.Канана |
| «Шахтёр»: Михайлов, Подпалый (Гошкодеря, 46), Ролевич, Сердюк, Евсеев, Леонов, Юрченко (Ященко, 70), Щербаков, Петров, Свистун (Драгунов, 62), Кобозев. · «Динамо» (Киев): Жидков, Горилый, Заец, Беженар (Корниец, 46), Шматоваленко, Стельмах, Яковенко, Саркисян, В.Мороз, Погодин, Юран (Никифоров, 32; Онопко, 70). · Стельмах. |                         |          |                 |                                                 |

##### Турнирная таблица. Группа «C»
| М | Клуб                  | И | В | Н | П | МЗ | МП | ±М  | О  |
| - | --------------------- | - | - | - | - | -- | -- | --- | -- |
| 1 | «Шахтёр» (Донецк)     | 6 | 5 | 1 | 0 | 13 | 2  | +11 | 11 |
| 2 | «Черноморец» (Одесса) | 6 | 3 | 1 | 2 | 8  | 3  | +5  | 7  |
| 3 | «Металлист» (Харьков) | 6 | 1 | 1 | 4 | 2  | 13 | −11 | 3  |
| 4 | «Динамо» (Киев)       | 6 | 0 | 3 | 3 | 1  | 6  | −5  | 3  |

Примечание: первые две команды из группы выходили в 1/4 финала.

#### Группа «D»
| 26 февраля 1989 1 тур | «Памир»                                                | 2:2      | «Динамо» (Минск)                                    | Душанбе                                                                      |
| | 1:1 Александр Азимов 52′ (пен.) · 2:1 Сергей Бауэр 70′ | Протокол | 0:1 Андрей Шалимо 25′ · 2:2 Александр Метлицкий 85′ | Стадион: Республиканский им. М.В.Фрунзе Зрителей: 14 000 Судья: А.Мамаджанов |
| «Памир»: Мананников, Фузайлов, Рафиков (Арсланов, 72), Сысенко, Рахимов, Ермолаев, Долганов (Ибадуллаев, 75), Батуренко, Азимов, Забиров (Бауэр, 55), Мухамадиев. «Динамо» (Минск): Сацункевич, Родненок, Лесун (Гомонов, 71), Демидов, Павлючук, Рассихин (Герасимец, 53), Гоцманов, Широкий, Метлицкий, Сокол (Мархель, 60), Шалимо. |                                                        |          |                                                     |                                                                              |

| 26 февраля 1989 1 тур | «Жальгирис» | 3:0 (+:−) | «Динамо» (Тбилиси) | Вильнюс                                         |
|                       |             | Протокол  |                    | Стадион: Локомотив Зрителей: 600 Судья: С.Слива |

| 3 марта 1989 2 тур | «Динамо» (Тбилиси) | 0:1      | «Динамо» (Минск)       | Тбилиси                                                             |
| |                    | Протокол | 0:1 Юрий Антонович 35′ | Стадион: Динамо им. В.И.Ленина Зрителей: 3 500 Судья: В.Миминошвили |
| «Динамо» (Тбилиси): Габелия, Тетрадзе, Тедеев, Чедия, Арзиани, Апциаури (Панцулая, 75), Сванадзе, Цвейба (Кавелашвили, 46), Цаава, Качарава (Кецбая, 60), Гогичаишвили. «Динамо» (Минск): Курбыко, Родненок, Лесун (Гуринович, 88), Рассихин, Павлючук, Зыгмантович, Антонович (Герасимец, 88), Широкий, С.Алейников, Сокол (Гомонов, 88), Шалимо. |                    |          |                        |                                                                     |

| 4 марта 1989 2 тур | «Памир» | 3:0 (+:−) | «Жальгирис» | Душанбе |
|                    |         | Протокол  |             |         |

| 22 марта 1989 3 тур | «Динамо» (Минск)                                                                                    | 4:2      | «Жальгирис»                                                 | Молодечно                                         |
| | 1:1 Михаил Мархель 16′ · 2:1 Михаил Мархель 36′ · 3:1 Сергей Герасимец 43′ · 4:1 Михаил Мархель 50′ | Протокол | 0:1 Гинтарас Квиткаускас 4′ · 4:2 Виргиниюс Балтушникас 73′ | Стадион: Городской Зрителей: 7 000 Судья: Г.Гоман |
| «Динамо» (Минск): Курбыко (Суцункевич, 46), Гомонов, Яхимович, Демидов, Алчагиров, Герасимец, Антонович, Рассихин, Метлицкий (Павлючук, 71), Сокол (Гуринович, 52), Мархель. · «Жальгирис»: Сетула (Бряунис, 62), Чирба, Жекас, Балтушникас, Бузмаков, Нарушявичюс, Зданчюс (Сакалас, 46), Квиткаускас, Шюгжда, Римкус, Квилюнас. · Бузмаков, Нарушявичюс. | |          |                                                             |                                                   |

| 22 марта 1989 3 тур | «Динамо» (Тбилиси)         | 1:0      | «Памир» | Тбилиси                                                           |
| | 1:0 Михаил Кавелашвили 83′ | Протокол |         | Стадион: Динамо им. В.И.Ленина Зрителей: 4 000 Судья: Т.Лацабидзе |
| «Динамо» (Тбилиси): Хапов, Цвейба, Джишкариани, Чедия, Мачавариани, Немсадзе, Сванадзе, Панцулая (Качарава, 46), Цаава (Гогичаишвили, 46), Кавелашвили, Кецбая (Джамараули, 60). «Памир»: Гертнер, Арсланов, Омельченко, Сысенко, Абдуразаков, Зангиев, Назаров (Мамаджанов, 82), Азизов, Яркин, Забиров, Ибадуллаев. |                            |          |         |                                                                   |

| 23 апреля 1989 4 тур | «Памир»               | 1:0      | «Динамо» (Тбилиси) | Душанбе                                                                  |
| | 1:0 Аслан Зангиев 15′ | Протокол |                    | Стадион: Республиканский им. М.В.Фрунзе Зрителей: 13 000 Судья: И.Гурман |
| «Памир»: Гертнер, Фузайлов, Арсланов, Сысенко, Рахимов, Рафиков, Зангиев (Назаров, 86), Ибадуллаев (Абдуразаков, 88), Азимов, Манасян, Мухамадиев. · «Динамо» (Тбилиси): Чантурия, Т.Кипиани, Геладзе, Мачавариани, Кердзевадзе, Джамараули, Арвеладзе, Л.Кипиани, Кавелашвили, Хурцилава, Казилашвили. · Нереализованный пенальти: Александр Азимов (78'). |                       |          |                    |                                                                          |

| 23 апреля 1989 4 тур | «Жальгирис»              | 1:3      | «Динамо» (Минск)                                                                    | Вильнюс                                                |
| | 1:0 Гедиминас Шюгжда 27′ | Протокол | 1:1 Михаил Мархель 38′ · 1:2 Сергей Герасимец 49′ · 1:3 Сергей Герасимец 80′ (пен.) | Стадион: ЦС Жальгирис Зрителей: 1 200 Судья: А.Резепов |
| «Жальгирис»: Спетила, Чирба, Жекас, Нарушявичюс, Петраускас, Капустас, Римкус, Пейкшайтис, Шюгжда, Фридрикас, Зданчюс (Каваляускас, 80). «Динамо» (Минск): Курбыко, Родненок, Гомонов, Лесун (Вергейчик, 32), Павлючук, Алчагиров, Антонович, Герасимец, Метлицкий (Тайков, 80), Мархель, Широкий (Рассихин, 12). |                          |          |                                                                                     |                                                        |

| 7 мая 1989 5 тур | «Динамо» (Тбилиси)        | 1:0      | «Жальгирис» | Тбилиси                                                          |
| | 1:0 Георгий Хурцилава 70′ | Протокол |             | Стадион: Динамо им. В.И.Ленина Зрителей: 6 000 Судья: Э.Сипагава |
| «Динамо» (Тбилиси): Хапов, Гелава, Цвейба, Мачавариани, Арзиани, Джамараули, Арвеладзе, Л.Кипиани (Т.Кипиани, 61), Кердзевадзе, Кавелашвили, Хурцилава. · «Жальгирис»: Бряунис, Жюкас, Жекас, Каваляускас (Василяускас, 46), Шульчюс, Капустас, Римкус, Терешкин, Шюгжда, Зданчюс, Ставицкас (Мика, 60). · Мачавариани — Шюгжда, Капустас, Жюкас. · Нереализованный пенальти: Роин Кердзевадзе (83'). |                           |          |             |                                                                  |

| 8 мая 1989 5 тур | «Динамо» (Минск)                | 1:0      | «Памир» | Минск                                               |
| | 1:0 Сергей Герасимец 41′ (пен.) | Протокол |         | Стадион: Динамо Зрителей: 1 000 Судья: Г.Якубовский |
| «Динамо» (Минск): Сацункевич, Родненок, Гомонов, Яхимович, Алчагиров, Широкий, Антонович, Герасимец, Сокол (Метлицкий, 46), Мархель (Гоцманов, 46), Шалимо (Рассихин, 77). «Памир»: Мананников, Фузайлов, Сысенко, Рафиков (Зангиев, 79), Арсланов (Витютнев, 71), Сартаков, Заздравных, Батуренко, Азимов, Манасян, Мухамадиев. |                                 |          |         |                                                     |

| 29 мая 1989 6 тур | «Динамо» (Минск)                                                                    | 3:0      | «Динамо» (Тбилиси) | Минск                                          |
| | 1:0 Сергей Герасимец 26′ (пен.) · 2:0 Михаил Мархель 55′ · 3:0 Андрей Тимошенко 61′ | Протокол |                    | Стадион: Динамо Зрителей: 2 600 Судья: Г.Гоман |
| «Динамо» (Минск): Курбыко (Сацункевич, 46), Родненок, Гомонов, Алчагиров, Демидов, Антонович, Гоцманов (Тимошенко, 46), Герасимец, Яхимович, Метлицкий (Рассихин, 63), Мархель. «Динамо» (Тбилиси): Хапов (Чантурия, 75), Кипиани, Димитриашвили, Мачавариани, Геладзе, Джамараули, Немсадзе, Арвеладзе (Хвадачиани, 75), Кардзевадзе (Гуджабидзе, 83), Качарава, Кизилашвили. |                                                                                     |          |                    |                                                |

| 30 мая 1989 6 тур | «Жальгирис» | 3:0 (+:−) | «Памир» | Вильнюс |
|                   |             | Протокол  |         |         |

##### Турнирная таблица. Группа «D»
| М | Клуб                  | И | В | Н | П | МЗ | МП | ±М | О  |
| - | --------------------- | - | - | - | - | -- | -- | -- | -- |
| 1 | «Динамо» (Минск)      | 6 | 5 | 1 | 0 | 14 | 5  | +9 | 11 |
| 2 | «Памир» (Душанбе)     | 6 | 2 | 1 | 3 | 6  | 7  | −1 | 5  |
| 3 | «Жальгирис» (Вильнюс) | 6 | 2 | 0 | 4 | 9  | 11 | −2 | 4  |
| 4 | «Динамо» (Тбилиси)    | 6 | 2 | 0 | 4 | 2  | 8  | −6 | 4  |

Примечание: первые две команды из группы выходили в 1/4 финала.

### Финальные матчи

#### 1/4 финала
| 4 сентября 1989 | «Днепр»                                      | 2:0      | «Торпедо» | Днепродзержинск                                    |
| | 1:0 Эдуард Сон 18′ · 2:0 Владимир Багмут 70′ | Протокол |           | Стадион: Победа Зрителей: 3 500 Судья: Н.Бартфельд |
| «Днепр»: Краковский, Юдин (Сорокалет, 46), Червоный, Сидельников, Тищенко, Кудрицкий, Багмут, Чередник (Буц, 75), Сон, Лютый (Москвин, 46), Пучков. · «Торпедо»: Разбицков, Кузьмичёв, Востросаблин, Корсаков (Строганов, 46), Тарасов, Жуков, Княжев (Зоря, 60), Чельцов, Рудаков, Борисов (Щеголев, 70), Агашков. · Строганов. |                                              |          |           |                                                    |

| 4 сентября 1989 | «Динамо» (Москва)                                                          | 3:1      | «Ротор»               | Москва                                           |
| | 1:0 Сергей Нейман 5′ · 2:0 Василий Каратаев 14′ · 3:0 Алексей Ерёменко 29′ | Протокол | 3:1 Дмитрий Рыков 70′ | Стадион: Динамо Зрителей: 1 000 Судья: А.Маляров |
| «Динамо» (Москва): Уваров (Сметанин, 46), Лосев, Скляров, Мох, Силкин, Новгородов, Еременко (Бут, 60), Деркач (Долбоносов, 47), А.Смирнов, Нейман, Каратаев. · «Ротор»: Приходько (Гузь, 46), Уршанов, Лозовский, Косенко, Фальковский, Иванов, Зверев (Боженко, 60), Тройнин, Королев (Абузяров, 46), Рыков, Торгашин. · Каратаев (58'). |                                                                            |          |                       |                                                  |

| 4 сентября 1989 | «Динамо» (Минск)                                | 2:1      | «Черноморец»                | Минск                                               |
| | 1:0 Сергей Гомонов 46′ · 2:0 Юрий Антонович 72′ | Протокол | 2:1 Александр Никифоров 75′ | Стадион: Динамо Зрителей: 4 500 Судья: Г.Якубовский |
| «Динамо» (Минск): Курбыко, Широков, Гомонов, Алчагиров, Демидов, Рассихин (Павлючук, 73), Гоцманов (Лухвич, 46), Сокол (Лесун, 87), Герасимец, Яхимович, Антонович. «Черноморец»: Жекю, Букель, Секинаев, Телесненко, Смотрич, Кондратьев, Никифоров, Гущин (Машнягуца, 83), Юрченко, Зирченко, Гецко. |                                                 |          |                             |                                                     |

| 5 сентября 1989 | «Шахтёр»                                          | 2:1      | «Памир»              | Донецк                                                |
| | 1:0 Алексей Кобозев 42′ · 2:0 Алексей Кобозев 50′ | Протокол | 2:1 Ораз Назаров 75′ | Стадион: ЦС Шахтёр Зрителей: 1 500 Судья: В.Звягинцев |
| «Шахтёр»: Шиповский, Драгунов, Гуляев, Гошкодеря, Евсеев, Сердюк (Сопко, 46), Ященко, Кобозев, Петров (Юрченко, 30), Смолянинов (Леонов, 75), Усатый. · «Памир»: Гертнер, Арсланов, Сысенко, Мамаджанов, Рафиков, Ермолаев, Зангиев, Тихохов, Назаров, Аваков, Воловоденко. · Назаров. |                                                   |          |                      |                                                       |

#### 1/2 финала
| 6 октября 1989 | «Днепр»                | 1:0      | «Шахтёр» | Днепропетровск                                  |
| | 1:0 Владимир Лютый 83′ | Протокол |          | Стадион: Метеор Зрителей: 3 000 Судья: Я.Грысьо |
| «Днепр»: С.Краковский, А.Юдин (Ю.Кулиш, 60), В.Геращенко, А.Сидельников, В.Тищенко (А.Сорокалет, 46), Н.Кудрицкий, В.Багмут, П.Буц (В.Лютый, 72), Э.Сон, В.Москвин, Е.Яровенко. «Шахтёр»: С.Шиповский, Е.Драгунов, А.Сопко, В.Гошкодеря, В.Евсеев, И.Леонов (Ю.Гуляев, 75), С.Ященко (О.Смолянинов, 46), А.Кобозев, И.Петров (В.Юрченко, 60), О.Сердюк, С.Щербаков. |                        |          |          |                                                 |

| 6 октября 1989 | «Динамо» (Минск)                                      | 2:1      | «Динамо» (Москва)        | Минск                                          |
| | 1:0 Юрий Антонович 14′ · 2:1 Александр Метлицкий 103′ | Протокол | 1:1 Василий Каратаев 24′ | Стадион: Динамо Зрителей: 1 200 Судья: С.Слива |
| «Динамо» (Минск): Сацункевич, Лесун, Домашевич, Широкий, Демидов, Алчагиров (Яхимович, 37), Антонович, Гуринович (Павлючук, 58), Герасимец (Гоцманов, 91), Метлицкий, Мархель. · «Динамо» (Москва): Уваров, Лосев, Костин, Мох, Силкин, Новгородов, А.Смирнов (Бут, 118), Деркач, Нейман, Каратаев (Долбоносов, 108), Еременко. · Мархель. |                                                       |          |                          |                                                |

#### Финал
| 5 ноября 1989 | «Днепр»                                        | 2:1      | «Динамо» (Минск)        | Днепропетровск                                   |
| | 1:1 Николай Кудрицкий 85′ · 2:1 Эдуард Сон 87′ | Протокол | 0:1 Сергей Рассихин 65′ | Стадион: Метеор Зрителей: 6 000 Судья: А.Маляров |
| «Днепр»: С.Краковский, А.Юдин, В.Геращенко, А.Сидельников, Ю.Кулиш, Н.Кудрицкий, В.Багмут, А.Чередник (П.Буц, 28), Э.Сон, В.Москвин (А.Червоный, 69), Е.Шахов (В.Лютый, 46). · «Динамо» (Минск): А.Сацункевич, П.Роднёнок, Лухвич, С.Широкий (Э.Яхимович, 55), Павлючук, А.Зыгмантович, С.Рассихин, В.Сокол (Тайков, 63), С.Герасимец, И.Гуринович (Домашевич, 55), М.Мархель. · Н.Кудрицкий — А.Лухвич. |                                                |          |                         |                                                  |

| Обладатель Кубка Футбольного союза СССР 1989 |
| Днепр Второй титул                           |
| -------------------------------------------- |